# Welcome to the Heartbreak Hotel
Welcome to the Heartbreak Hotel – drugi album niemieckiej piosenkarki C.C. Catch wydany w 1986 roku przez Hansa Records. Płyta zawiera 10 utworów, wszystkie zostały napisane przez Dietera Bohlena. Wydanie albumu poprzedziły dwa single: „Heartbreak Hotel” we wrześniu 1986 oraz „Heaven and Hell” późną jesienią 1986.

## Lista utworów

### Wydanie na płycie CD[1]
| Nr  | Tytuł utworu                          | Długość |
| --- | ------------------------------------- | ------- |
| 1.  | „Heartbreak Hotel”                    | 3:40    |
| 2.  | „Picture Blue Eyes”                   | 3:35    |
| 3.  | „Tears Won’t Wash Away My Heartache”  | 4:24    |
| 4.  | „V.I.P. (They’re Callin’ Me Tonight)” | 3:23    |
| 5.  | „You Can’t Run Away From It”          | 3:17    |
| 6.  | „Heaven And Hell”                     | 3:46    |
| 7.  | „Hollywood Nights”                    | 3:17    |
| 8.  | „Born On The Wind”                    | 3:55    |
| 9.  | „Wild Fire”                           | 3:42    |
| 10. | „Stop – Draggin’ My Heart Around”     | 3:09    |
|     |                                       | 36:08   |

- Faktyczne długości nagrań różnią się od tych napisanych na okładce tego wydania

### Wydanie na płycie winylowej[2]
| Strona A | Strona A                              | Strona A |
| Nr       | Tytuł utworu                          | Długość  |
| -------- | ------------------------------------- | -------- |
| 1.       | „Heartbreak Hotel”                    | 3:33     |
| 2.       | „Picture Blue Eyes”                   | 3:30     |
| 3.       | „Tears Won’t Wash Away My Heartache”  | 4:19     |
| 4.       | „V.I.P. (They’re Callin’ Me Tonight)” | 3:27     |
| 5.       | „You Can’t Run Away From It”          | 3:12     |
|          |                                       | 18:01    |

| Strona B | Strona B                          | Strona B |
| Nr       | Tytuł utworu                      | Długość  |
| -------- | --------------------------------- | -------- |
| 1.       | „Heaven And Hell”                 | 3:39     |
| 2.       | „Hollywood Nights”                | 3:10     |
| 3.       | „Born On The Wind”                | 3:50     |
| 4.       | „Wild Fire”                       | 3:40     |
| 5.       | „Stop – Draggin’ My Heart Around” | 3:07     |
|          |                                   | 17:26    |

## Listy przebojów (1986-1987)
| Państwo                     | Najwyższe miejsce |
| --------------------------- | ----------------- |
| Hiszpania (AFYVE)           | 22                |
| Niemcy (Media Control)      | 28                |
| Szwecja (Sverigetopplistan) | 44                |

## Autorzy[6]
- Muzyka: Dieter Bohlen
- Autor tekstów: Dieter Bohlen
- Śpiew: C.C. Catch
- Producent: Dieter Bohlen
- Aranżacja: Dieter Bohlen
- Współproducent: Luis Rodríguez